# NGC 35
NGC 35 este o galaxie spirală situată în constelația Balena (sau Cetus).

## Legături externe
- NGC 35 la WikiSky: DSS2, SDSS, GALEX, IRAS, Hydrogen α, X-Ray, Astrophoto, Sky Map, Articole și imagini